# Recopa Sudamericana 2009
La Recopa Sudamericana 2009 è stata la diciassettesima edizione della Recopa Sudamericana; in questa occasione a contendersi la coppa furono il vincitore della Coppa Libertadores 2008 e il vincitore della Coppa Sudamericana 2008.

## Tabellino

### Andata
| Arbitro: | Juan Ernesto Soto |

| |            | |
| | Marcatori  | 57’ Bieler |
| · Lauro · 72’ Bolívar · Indio · Danny Morais · Marcelo Cordeiro · 84’ Sandro · Pablo Guiñazú · 57’ Andrezinho · Andrés D'Alessandro · Taison · 65’ Alecsandro · 57’ Giuliano · 65’ Leandrão · 84’ Danilo Silva | Formazioni | · Alexander Domínguez · Jairo Campos · Norberto Araujo · Renán Calle 78’ · Neicer Reasco · Ulises de la Cruz · Patricio Urrutia · Enrique Vera · Christian Lara 70’ · Paúl Ambrosi · Claudio Bieler 84’ · Claudio Graf 70’ · Carlos Espínola 78’ · Pedro Larrea 84’ |
| Tite | Allenatori | Jorge Fossati |

### Ritorno
| Arbitro: | Carlos Chandía |

| |            | |
| Espínola 9’ Bieler 39’ Vera 54’ | Marcatori  | |
| · 62’ Alexander Domínguez · Carlos Espínola · Norberto Araujo · Jairo Campos · Ulises de la Cruz · Paúl Ambrosi · Neicer Reasco · 82’ Enrique Vera · Patricio Urrutia · 76’ Christian Lara · Claudio Bieler · 62’ José Cevallos · 76’ Claudio Graf · 82’ William Araujo | Formazioni | · Lauro · Danilo Silva · Indio · Danny Morais · Kléber · Glaydson 46’ · Pablo Guiñazú · Magrão · Andrés D'Alessandro 72’ · Taison 52’ · Nilmar · Andrezinho 46’ · Alecsandro 52’ · Luis Bolaños 72’ |
| Jorge Fossati | Allenatori | Tite |